# Encelia ravenii
Encelia ravenii là một loài thực vật có hoa trong họ Cúc. Loài này được Wiggins mô tả khoa học đầu tiên năm 1965.